# Stadio di Mongomo
L'Estadio de Mongomo è un impianto sportivo polivalente situato a Mongomo, in Guinea Equatoriale. Lo stadio ospita prevalentemente incontri di calcio e gare di atletica leggera. Inaugurato nel 2011, possiede una capacità approssimativa di 15 000 spettatori.
Ospita le partite casalinghe del Deportivo Mongomo.
Nel novembre 2014, è stato scelto dalla CAF come una delle quattro sedi per ospitare la Coppa d'Africa 2015. Nell'impianto si sono giocati sei incontri della fase a gironi, mentre il quarto di finale che si sarebbe dovuto disputare da programma è stato trasferito al Nuevo Estadio de Malabo.

## Incontri internazionali

### Coppa delle Nazioni Africane 2015
| Data            | Incontro            | Risultato | Fase del torneo | Paganti |
| --------------- | ------------------- | --------- | --------------- | ------- |
| 19 gennaio 2015 | Ghana - Senegal     | 1-2       | Gruppo C        | 13 569  |
| 19 gennaio 2015 | Algeria - Sudafrica | 3-1       | Gruppo C        | 12 788  |
| 23 gennaio 2015 | Ghana - Algeria     | 1-0       | Gruppo C        | 12 387  |
| 23 gennaio 2015 | Sudafrica - Senegal | 1-1       | Gruppo C        | 13 674  |
| 27 gennaio 2015 | Sudafrica - Ghana   | 1-2       | Gruppo C        | 13 670  |
| 28 gennaio 2015 | Guinea - Mali       | 1-1       | Gruppo D        | 13 470  |